# Bledius denticollis
Bledius denticollis ist ein Käfer aus der Familie der Kurzflügler (Staphylinidae). 

## Merkmale
Die Käfer erreichen eine Körperlänge von 4 bis 4,2 Millimetern. Der Hinterwinkel des Halsschildes ist klein und rechteckig, wobei die Seite davor sichtbar ausgeschweift ist. Der Halsschild ist matt und chagriniert und trägt längs eine sehr feine, etwas vertiefte Mittellinie. Er ist fein und unregelmäßig punktförmig strukturiert. Die Deckflügel sind gleich lang wie zusammen breit. Sie haben eine gelbrote Färbung und tragen meist einen dunklen viereckigen Diskoidalfleck. Selten sind sie komplett schwarz gefärbt. Die Beine sind rotgelb gefärbt.

## Vorkommen und Lebensweise
Die Art kommt in  Nord- und Mitteleuropa vor. Sie besiedelt schwach bewachsene Sandbänke an Fluss- und Seeufern mit lehmigen oder tonigen Ablagerungen. Häufig tritt die Art in Gesellschaft mit anderen Arten der Gattung Bledius auf. 